# Locomotora elèctrica 270-001
La Locomotora elèctrica 270-001 "Norte 7001" és una locomotora fabricada per l'empresa Euskalduna OERLIKON al País Basc el 1928 i que es troba conservada actualment al Museu del Ferrocarril de Catalunya, amb el número de registre 00028 d'ençà que va ingressar el 1981, com una donació de la companyia Renfe.

## Història
Destinades inicialment a la línia Barcelona-Manresa, aquestes locomotores foren concebudes per a serveis polivalents, tot i que serien progressivament rellevades dels serveis més ràpids. Pertanyent a la primera generació de locomotores elèctriques, foren adquirides juntament amb les locomotores de la sèrie 7100 "morros", molt similars.
De tecnologia suïssa, foren encarregades per a les noves línies catalanes electrificades per la companyia Nord, a final dels anys vint. Inicialment, varen circular entre Barcelona i Manresa tot i que, a partir de 1941, també ho feren entre Barcelona i Sant Joan de les Abadesses, i entre Barcelona i Mataró. Als anys seixanta, foren destinades al dipòsit de Miranda de Ebro per tal de remolcar trens de mercaderies entre aquesta localitat i Bilbao i Irún.

## Conservació
El seu estat de conservació és dolent.